# 남악고등학교
남악고등학교(南嶽高等學校)는 대한민국 전라남도 무안군 삼향읍 남악리에 있는 공립 고등학교이다.

## 학교 연혁
- 2004년 6월 5일 : 학교 설립인가 (8학급, 완성 24학급)
- 2008년 3월 1일 : 초대 박유식 교장 부임
- 2008년 3월 3일 : 남악고등학교 개교
- 2008년 3월 4일 : 제1회 입학식(신입생 8학급 240명)
- 2008년 3월 27일 : 남악고등학교 개교기념식
- 2011년 2월 9일 : 제1회 237명 졸업
- 2011년 4월 18일 : 교육과학기술부 자율형 공립고 지정(2012년부터 5년간)
- 2011년 7월 12일 : 선진형 교과교실제 운영학교 지정
- 2011년 12월 14일 : 특수학급 인가(1학급)
- 2016년 5월 1일 : 위클래스 실 개설
- 2021년 9월 1일 : 제6대 김영일 교장 부임
- 2023년 8월 31일 : 고교학점제 학교공간 조성
- 2024년 2월 29일 : 교육부 자율형 공립고 2.0 지정
- 2025년 2월 6일 : 제15회 214명 졸업(총 졸업생수 3,537명)
- 2025년 3월 4일 : 제18회 입학식(신입생 8학급 229명)

## 참고 자료
- 남악고등학교 - 한국교육학술정보원 학교알리미